# Tối hậu thông điệp

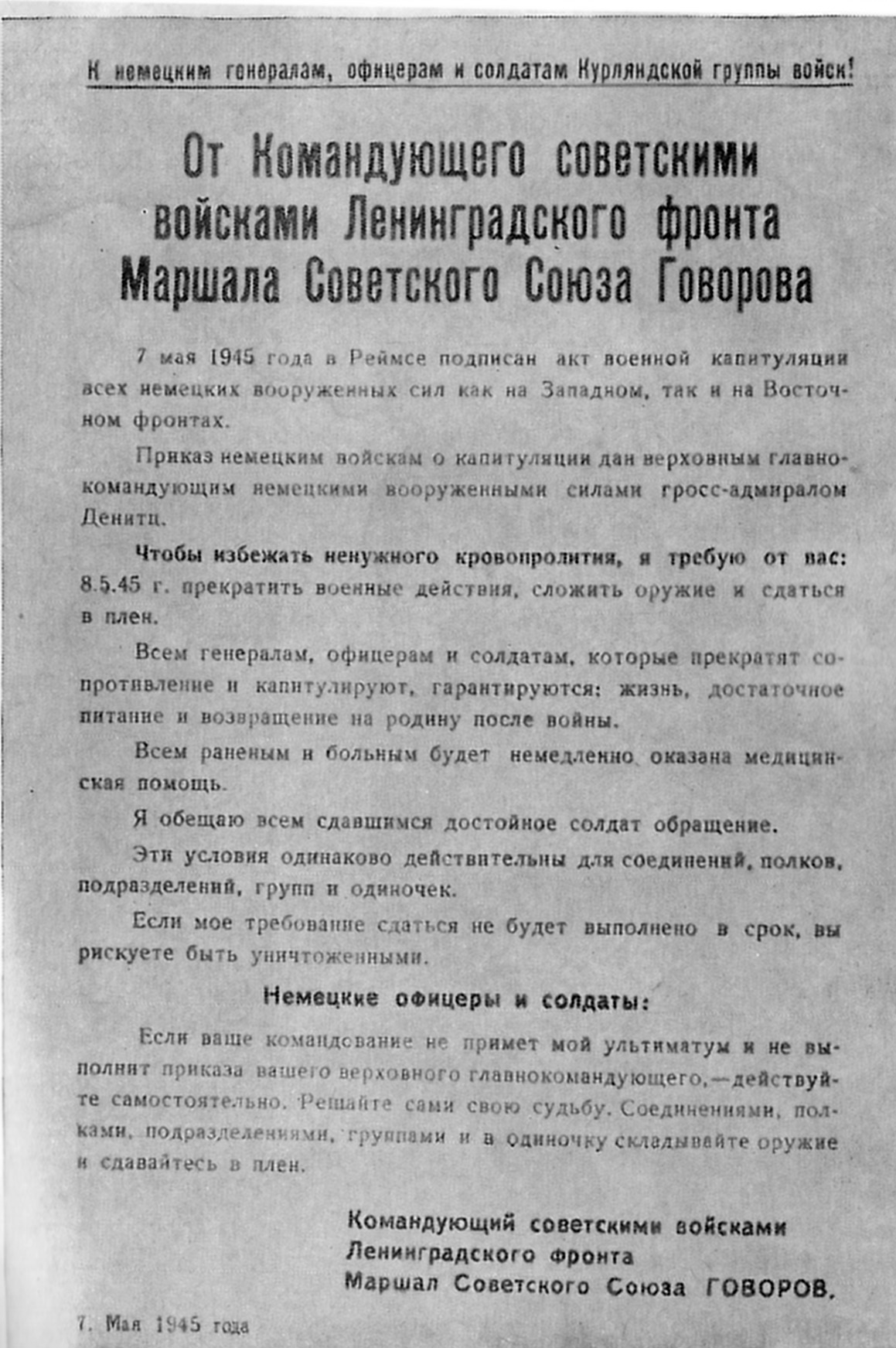
Tối hậu thông điệp của Liên Xô trong trận chiến bao vây Courland.

Tối hậu thông điệp (chữ La-tinh: ultimatum), hoặc gọi tối hậu thư, là văn thư ngoại giao ắt phải tiếp nhận yêu cầu vì mục đích giải quyết đầu mối tranh chấp "chưa đâu vào đâu", dây dưa bỏ lửng giữa các nước mà một phía đương sự đề xuất với đối phương, hạn chế thời gian hồi đáp, nếu không thì sẽ sử dụng vũ lực hoặc chọn lấy biện pháp cưỡng chế khác, nếu đối phương không đúng hẹn hồi đáp tiếp nhận yêu cầu, thì ngay lập tức phía đưa ra tối hậu thông điệp chọn lấy biện pháp chiến tranh.

## Khái niệm
Từ nguyên của nó là "một cái sau cùng" trong tiếng La-tinh. Tối hậu thông điệp về phương diện ngoại giao là yêu cầu cuối cùng, không có đất dư để đàm phán. Nếu tối hậu thông điệp không được tiếp nhận, bước tiếp theo chính là xét xử và cưỡng chế nghiêm khắc, thậm chí là tuyên chiến. Có lúc, các nước có ý tuyên chiến sẽ lấy tối hậu thông điệp làm thủ đoạn khai chiến. Tối hậu thông điệp này thông thường có chứa điều khoản khá hà khắc, và những kẻ sáng lập biết rằng đối phương không thể tiếp nhận tất cả. Tối hậu thông điệp Tháng Bảy do đế quốc Áo - Hung đưa ra cho Vương quốc Serbia dẫn đến chiến tranh thế giới thứ nhất bùng nổ đột ngột (thông điệp bị coi thường, lơ là); tối hậu thông điệp do Đức Quốc Xã đưa ra cho Litva nhằm trao trả Klaipėda vào tháng 3 năm 1939 (thông điệp được tiếp nhận).

## Luật quốc tế
Tối hậu thư thường được đưa ra sau khi đàm phán phá vỡ. Việc không trải qua đàm phán mà đã đề xuất tối hậu thông điệp, thường bị cộng đồng quốc tế chỉ trích. "Công ước La Hay thứ ba" (1907) đem tối hậu thông điệp đưa ra điều kiện sát gần tuyên chiến coi là một loại trình tự hợp pháp của khai chiến, mục đích là khiến cho đối phương có thể biết chính xác và không lầm lẫn rằng trạng thái chiến tranh sắp đến gần, và trao cho nó cơ hội chọn lựa nhất định. Điểm khác nhau tối hậu thông điệp và tuyên chiến ở chỗ: tuyên chiến một khi đã tuyên bố hoặc thông tri, thì có nghĩa là bắt đầu trạng thái chiến tranh; nhưng mà tối hậu thông điệp sau khi đưa ra cho đến trước khi chọn lấy hành động vũ lực, vẫn còn có thời gian quy định nhất định. Trong thời gian quy định này, có thể thông qua phương thức ngoại giao mà chọn lấy giải quyết tranh chấp hoà bình. Không có tuyên chiến hoặc đưa ra tối hậu thông điệp mà tiến hành chiến tranh, là làm trái phép "công ước thứ ba" trong "Công ước La Hay". Hiến chương Liên hợp quốc xoá bỏ quyền chiến tranh của các nước, cấm chỉ các nước sử dụng vũ lực về phương diện quan hệ quốc tế, khiến cho tối hậu thông điệp được đưa ra muốn giải quyết tranh chấp bằng cách sử dụng vũ lực đã mất đi tính hợp pháp. Nghị quyết do Hội đồng Bảo an Liên hợp quốc làm ra để cấm chỉ xâm lược và chọn lấy biện pháp cưỡng chế, nội dung và tính chất của nó giống như tối hậu thông điệp, nhưng hoàn toàn không phải do một nước đưa ra.